# Themelium tenuisectum
Themelium tenuisectum är en stensöteväxtart som först beskrevs av Bl., och fick sitt nu gällande namn av Barbara S. Parris. Themelium tenuisectum ingår i släktet Themelium och familjen Polypodiaceae. Inga underarter finns listade.